# Rózsahelyi Aladár
Liptórózsahegyi Rózsahelyi/Rózsahegyi Aladár, Rózsahegyi Alfréd Kornél (Nagykálló, 1855. augusztus 4. – Kolozsvár, 1896. január 27.) magyar orvos, sebész-tudor, szülészmester, szakértője a közegészségtannak, orvosi rendészetnek és az állatjárványtannak, a kolozsvári magyar királyi Ferenc József Tudományegyetem nyilvános rendes tanára, a közegészségtani intézet igazgatója, a belga királyi orvos-egyesület külföldi levelező tagja.

## Életpályája
Szülei: Rózsahegyi István és Mandlik Mária voltak. 1877-től tanársegéd volt a budapesti közegészségtani intézetben. 1878-ban szerezte meg orvosi oklevelét a budapesti egyetemen. 1878-ban Oroszországban a pestisjárvány tanulmányozásában vett részt. 1879-ben szülészmester lett. 1881-ben egyetemi magántanár az ipari és gyári egészségtanból, 1883–1896 között a közegészségtan nyilvános rendes tanára Kolozsvárott.
Járványügyi és településegészségügyi tanulmányok mellett iparegészségügyi kutatásokat folytatott a sűrített levegőben végzett munkával, a nyomdaiparral kapcsolatban.

## Művei
- Az astrakáni pestisjárvány 1878–79. Előadta a budapesti kir. orvosi egyesület 1879. jún. 14. rendes ülésén. A járvány székhelyének térképével (Budapest, 1879)
- Az állati járványok, tekintettel az osztrák és német törvényhozásra. Állatorvosok és orvosok számára. Irta Röll M. F. Ford. és az állatjárványi magyar törvények- és rendeletekkel bővítette. uo. 1882. (M. orvosegylet könyvkiadó-társulat könyvtára 40)
- A baktériumokról (Budapest, 1887)
- Studien über Protisten. Verfasst von Géza Entz, übersetzt... Uo. 1888. (Entz Géza, Tanulmányok a véglények köréből ford. az eredetivel együtt)